# 未来戦隊タイムレンジャーVSゴーゴーファイブ
- スーパー戦隊シリーズ
  - 未来戦隊タイムレンジャー > 未来戦隊タイムレンジャーVSゴーゴーファイブ
  - 救急戦隊ゴーゴーファイブ > 未来戦隊タイムレンジャーVSゴーゴーファイブ

『未来戦隊タイムレンジャーVSゴーゴーファイブ』は、2001年3月9日に発売されたオリジナルビデオ作品。『未来戦隊タイムレンジャー』のオリジナルビデオ作品であり、スーパー戦隊VSシリーズの一つ。42分。

## 概要
『未来戦隊タイムレンジャー』と『救急戦隊ゴーゴーファイブ』のクロスオーバー作品であるスーパー戦隊Vシネマ第7弾。『タイムレンジャー』がスーパー戦隊VSシリーズのタイトルに入るのは本作品が唯一となっている。
両戦隊が原始時代、江戸時代、西部開拓時代それぞれにタイムスリップする。また『ゴーゴーファイブ』での敵幹部・ピエールも登場する。『ゴーゴーファイブ』本編終盤でベイエリア55はグランディーヌが起こした津波で水没し、ビクトリーロボも破壊されているが、本作品ではロボが健在な1999年当時から召喚するという手段で再登場を果たし、タイムロボやブイレックスとの協力によるオリジナル技「プレッシャープロミネンス」を見せる。
ゴーゴーファイブはタイムレンジャーのことを知っており、現場に急行した際に言及している。タイムレンジャー側も現代人である竜也と直人の2人がゴーゴーファイブおよびビクトリーロボのことを知っていた旨の発言をしている。さらにギエンも災魔一族を知っている。また本作品ではタイムレッドがゴーゴーファイブの名乗りを一部担当している。
本作品発売前に放送された『タイムレンジャー』の特別編『スーパー戦隊大集合』でも『ゴーゴーファイブ』の紹介時に本作品について触れられており、後述の時系列の関係上、シオンが「僕知ってます」と発言し、竜也が「そうそう、実は（ゴーゴーファイブに）会ったことがあるんだよな」と過去の出来事として発言している。
時系列が明確にされていない作品の多い本シリーズとしては珍しく、時系列が明確に設定されている作品となっている。
EDにはOP「JIKU〜未来戦隊タイムレンジャー〜」の英詞版「Beyond time and space」が使用された（OP・EDのクレジットは無し）。
本作品よりディスクメディアがレーザーディスクからDVDへ移行し、本作品の発売に前後して『超力戦隊オーレンジャー オーレVSカクレンジャー』から前作『救急戦隊ゴーゴーファイブVSギンガマン』までのDVDも発売された。

## あらすじ
ロンダーズ囚人のボリバルに立ち向かうタイムレンジャー。しかし、災魔一族の生き残りであるピエールの力でボリバルはパワーアップしてしまう。
ロンダーズファミリーに加ったピエールは、タイムレンジャーに逮捕された囚人たちの親族も強化。タイムレンジャーはゴーゴーファイブと共にロンダーズに立ち向かうが、各自別々の時代に飛ばされてしまう。

## オリジナルキャラクター

### メイン囚人
殺人ボクサー・ボリバル
未来世界で500人もの人を殴り殺した罪で圧縮冷凍にされていた囚人で宇宙最強を自称。
タイムレンジャーを誘き寄せるべく、都市で故意に火災を引き起こす。タイムレンジャーとの戦闘では連続攻撃に押され、ブレスリフレイザーの直撃を受けるがその場に居合わせたピエールから与えられた闇のパワーで圧縮冷凍を跳ね除け、右腕に闇の魔力の時空間破断ユニットが装着され、パンチ力が向上した上、パンチからのビームの発射も可能となった。ピエールがロンダーズに正式加入してからは剣も使うようになる。
ピエールの力で2度目の強化が施された際にはパンチで時空間をひずませ、2大戦隊を様々な時代に飛ばした上、変身システムも麻痺させた。レアルと共に竜也とマトイを追って、原始時代に赴くがブイレックスのクロノスユニットで変身可能となった2人の反撃に遭い、現代に帰還後、他の囚人たちが圧縮冷凍された後、ピエールと災魔合身して、ボリピエールになる。
合成災魔ボリピエール
ピエールの魔術と呪文でボリバルとピエールが災魔合身した巨大獣。
ボリバル同様、パンチと剣を主としており、どちらからもビームを放つ。
タイムロボαとタイムシャドウを同時に相手にしても互角以上の実力を持ち、タイムロボシャドウアルファのブリザードスラッシュを剣で受け止めた後、剣からのビームで合体も解除させて、タイムシャドウを戦闘不能に追い込んだ。タイムロボαとビクトリーロボのダブルソード攻撃でダメージを受けた後、ブイレックスも加えた合体技・プレッシャープロミネンスを受けて合体が解除され、ボリバルは圧縮冷凍。ピエールは空の露と消え、同時に災魔一族は完全に滅び去った。
- デザインは体色が白から黒にすることで変化を明確にしている。肩の形状などがピエールを意識している。

### 囚人軍団
ピエールがロンダーズに加入した直後に参戦したロンダーズ囚人たち。テレビシリーズで登場した囚人の着ぐるみを再利用したいわゆる「再生怪人」であるが、シリング以外は『タイムレンジャー』本編に登場したロンダー囚人の親族で構成されているため、ドモンからは「一族揃って犯罪者かよ」と驚愕された。30世紀時代はどのような犯罪をしていたかは不明。タイムレンジャーを誘き寄せるために町を襲撃し、ピエールによって、闇のパワーを加えられ、パワーアップを果たす。ボリバルと共にタイムレンジャーとゴーゴーファイブを過去の時代で苦しめるが変身可能になった2大戦隊の反撃に遭い、現代に帰還後、ブレスリフレイザーで全員巨大化しないまま圧縮冷凍された。
なお、名称は、ロンダーズファミリー幹部（ドルネロ、ギエン、リラ）と同じく、世界各国の通貨単位から取っている。
レアル
本編Case File 33に登場の悪徳金融業者ドゴールの双子の弟。ボリバルと共に原始時代に赴き、竜也とマトイと交戦。
- 名前の由来は、ブラジルの通貨単位「レアル」。

ルピア
本編Case File 15に登場のスナイパー・レイホウの姉。レーザーガンが武器。ディナールと共にアメリカ西部開拓時代に赴き、アヤセ、ユウリ、ナガレ、マツリと交戦。
- 名前の由来は、インドの通貨単位「ルピア」。

バーツ
本編Case File 10に登場の傭兵オーグの伯父。シリングと共に江戸時代に赴き、ドモン、シオン、ショウ、ダイモンと交戦。
- 名前の由来は、タイ王国の通貨単位「バーツ」。

ディナール
本編Case File 12に登場の恐喝犯ゲーマルクの又従兄弟。マシンガンが武器。ルピアと共にアメリカ西部開拓時代に赴き、アヤセ、ユウリ、ナガレ、マツリと交戦。
- 名前の由来は、サウジアラビア諸国の通貨単位「ディナール」。

シリング
本編Case File 20に登場のヘルズゲート囚ブラスター・マドウの隣人（他人の空似）。バーツと共に江戸時代に赴き、ドモン、シオン、ショウ、ダイモンと交戦。
- 名前の由来は、ケニアの通貨単位「シリング」。

## 装備・戦力
クロノスユニット
ブイレックスに搭載されている装置。レックスレーザーやマックスブリザードに時空の扉を開ける効果を与える。タックがブイレックスの内部に入り込み、中の空間にあったパネルのコネクタと接続・操作して使用可能となった。タックとモンドは、直人の協力を得て、クロノスユニットで時空の扉を開け、各時代に飛ばされた2大戦隊を変身可能にすると同時に現代に帰還させた。
ベクターエンド・ビートクロス
タイムレッドの技。エネルギーを全開にした2本のダブルベクターで内側から横斬りを行い、続けて上から下へ斬る。原始時代でのポリバルとの戦いで使用。
フレンドシップアタック
ブラザーシップスマッシュの応用技。ゴーグリーン、ゴーイエロー、タイムイエローの3人に持ち上げられて投げつけられたタイムグリーンがエネルギーを込めた両腕でダブルパンチを放つ。江戸時代でのバーツとシリングとの戦いで使用。
プレッシャープロミネンス
タイムロボαの必殺技。ビクトリーロボのビクトリープロミネンスのエネルギーを時空剣に移した後、ブイレックスに乗って突進しながら敵を斬りつけるもので、プレスブリザードの圧縮冷凍とビクトリープロミネンスのプラスエネルギーを兼ね備えている。ボリピエールに使用して、ボリバルを圧縮冷凍し、ピエールを消滅させた。
- 火を移す描写は合成ではなく、実際にブレイバーソードや時空剣に火を灯している。

## キャスト
- 浅見竜也 / タイムレッド - 永井マサル
- ユウリ / タイムピンク - 勝村美香
- アヤセ / タイムブルー - 城戸裕次
- ドモン / タイムイエロー - 小泉朋英
- シオン / タイムグリーン - 倉貫匡弘
- 巽マトイ / ゴーレッド - 西岡竜一朗
- 巽ナガレ / ゴーブルー - 谷口賢志
- 巽ショウ / ゴーグリーン - 原田篤
- 巽ダイモン / ゴーイエロー - 柴田賢志
- 巽マツリ / ゴーピンク - 坂口望二香
- 滝沢直人 / タイムファイヤー - 笠原紳司
- 巽モンド - マイク眞木
- リラ - 久瑠あさ美

### 声の出演
- 呪士ピエール - 松野太紀
- ボリバル - 矢尾一樹
- ドルネロ - 大友龍三郎
- ギエン - 戸部公爾
- タック - 沼田祐介
- シリング[注釈 4] - 田中大文
- レアル[注釈 4] - 服巻浩司
- ルピア[注釈 4] - 小松由佳
- バーツ[注釈 4] - 前原実
- ディナール[注釈 4] - 塩野勝美

### スーツアクター
- タイムレッド[9]、ゴーレッド[9]、ブイレックス[9] - 高岩成二
- 日下秀昭
- 竹内康博
- 蜂須賀祐一
- 中川素州
- 今井靖彦
- 宮崎剛
- 大西修
- 藤榮史哉

### その他
- 渡辺勝彦[10]

## スタッフ
- プロデューサー - 日笠淳・加藤和夫（東映）、矢田晃一（東映エージエンジー）
- 原作 - 八手三郎
- 連載 - テレビマガジン、てれびくん
- 脚本 - 山口亮太
- 音楽 - 亀山耕一郎、渡辺俊幸
- アクション監督 - 竹田道弘（ジャパンアクションクラブ）
- 監督・特撮監督 - 佛田洋
- 撮影 - 松村文雄
- 照明 - 竹田勝三
- 助監督 - 竹本昇
- 美術 - 山下宏
- 録音 - 渡辺典夫
- 編集 - 長田直樹
- 製作協力 - 東映テレビ・プロダクション
- 製作 - 東映、東映エージエンシー、東映ビデオ

## 音楽
主題歌
オープニングテーマ「JIKŪ 〜未来戦隊タイムレンジャー〜」
作詞：磯谷佳江 / 作曲・編曲：亀山耕一郎 / 歌：佐々木久美
エンディングテーマ「BEYOND ALL SPACE AND TIME」
英作詞：Brian Peck / 作曲・編曲：亀山耕一郎 / 歌：佐々木久美
挿入歌
いずれもノンクレジット。
「救急戦隊ゴーゴーファイブ」
インストゥルメンタル版が使用された。
「OK! タイムロボ!!」
作詞：里乃塚玲央 / 作曲・編曲：亀山耕一郎 / 歌：高尾直樹
「緊急合体! ビクトリーロボ」
作詞：桑原永江 / 作曲：渡辺俊幸 / 編曲：亀山耕一郎 / 歌：山形ユキオ

## メディア
- 2001年3月9日：VHS・DVDレンタル開始[8]。
- 2001年7月21日：VHS・DVD発売[8]。
- 2016年3月23日：ブルーレイディスク発売（スーパー戦隊 V CINEMA&THE MOVIE Blu-ray BOX 1996‐2005に収録）。
- 2019年2月6日：ブルーレイディスク分割発売開始（スーパー戦隊 V CINEMA&THE MOVIE Blu-ray 2001に収録）。

## ネット配信
- 「東映特撮YouTube official」の「夏休み特別企画」の一環として、2019年8月10日から同年9月9日までの期間限定で無料配信が行われ[11]、その後同チャンネルの「ド派手なシネマセレクション」の一環として、2024年12月29日から2025年1月13日まで（予定）の期間限定で無料配信が行われている。